# محمد السميطي
محمد السميطي (مواليد 30 مارس 1995) لاعب كرة قدم إماراتي يجيد اللعب في الدفاع لعب سابقاً مع نادي الوصل في دوري الخليج العربي الإماراتي .

## روابط خارجية
- محمد السميطي على موقع Soccerway.com (الإنجليزية)